# Trichocentrum andrewsiae
Trichocentrum andrewsiae är en orkidéart som först beskrevs av Rolando Jiménez Machorro och Germán Carnevali, och fick sitt nu gällande namn av Rolando Jiménez Machorro och Germán Carnevali. Trichocentrum andrewsiae ingår i släktet Trichocentrum och familjen orkidéer. Inga underarter finns listade i Catalogue of Life.